# HK45半自動手槍
HK45（Heckler & Koch HK45）是一系列由德国槍械製造商黑克勒&科赫於2006年設計、2007年生產的半自動手槍，是HK P30的.45 ACP口徑版本。
HK45採用了與HK P30相近的改進型設計，更為符合人體工程學的特徵；它所具有的特徵是，減少了操作該槍時所造成的壓力，並且同時增加使用者操作和射擊的時侯的舒適度。

## 歷史
HK45是以滿足美军「聯合戰鬥手槍」（簡稱：JCP）計劃之中的各項規定而展開設計工作，而計劃的目的就是為了令美軍裝備一款.45 ACP的半自動手槍，以取代目前9×19毫米的M9手槍。
在這以前的1995年，黑克勒&科赫公司就為美國特種作戰司令部「進攻型手槍武器系統」（下稱OHWS）成功研製了Mk 23 Mod 0 .45英吋口徑半自動手槍。該槍也是繼政府型M1911以後美軍裝備的第一把.45英吋軍用手槍。可是由於該槍體積過大，使用不便，最終沒能流行開來。
除了HK45，SIG P220戰鬥型、史密斯威森軍警型、格洛克21 SF、貝瑞塔Px4 Storm SD、FN FNP45-USG、HS-45等.45口徑的手槍亦有參加。
為了能夠更好地理解美軍的要求，黑克勒&科赫還聘請自美軍三角洲特種部隊退伍的拉利·維克斯（Larry Aller Vickers）和肯哈·克索恩（Ken Hackathorn）一起擔任發展HK45聯合戰鬥手槍項目的負責人（拉利·維克斯亦是擔任HK416突击步枪／卡賓槍系統和HK417戰鬥步槍系統這兩個項目的負責人）。他們擁有極為豐富的輕武器使用經驗，同時他們也更為了解槍械需要具備哪些特性才能滿足特種部隊的使用要求，這樣使他們得以在美國槍械設計界領軍。
不過就在2006年秋天，聯合戰鬥手槍計劃被無限期中止，而直到裝備SIG P320（M17／M18）以前，M9手槍仍然是美軍的制式手槍。儘管聯合戰鬥手槍計劃已經結束，由於HK45在民間市場有著很高的人氣，黑克勒&科赫決定把HK45投入商业、執法機關和軍事團體的市場，以滿足被取消的計劃的要求和利用更合適的價格去重新裝備至美國三軍的士兵。後來於2007年夏季，黑克勒&科赫推出HK45，於同年內亦推出公佈HK45的緊湊型。

## 設計細節
HK45標誌著HK USP的技術發展和提升以及同一間公司內同一類型的武器都採用了相同的操作模式和規則。與HK USP一樣，其扳機亦有著9／10種修改版本（官方稱之為衍生型），而且設計亦比USP更好。
HK45是一把全尺寸型號手槍，相比起以前黑克勒&科赫設計的經典手槍，其結構上並沒有進行重大創新。但黑克勒&科赫經過努力，参考了一部份在HK P2000和HK P30上都有使用和發現的特色；加上大量使用了新型材料和新技術加工工藝，加上良好的人機工效設計，從而使得該槍的操作十分方便快捷，並且具有優良的功能擴展性。唯一明顯的外表變化为略向前傾斜的套筒和底把前端，使得HK45的人機工效比起全尺寸型號HK USP的.45口徑型更出色。同時其外型一改以往德式武器的棱角分明的冷峻風格，所有邊角均被處理為弧形，整体外部輪廓呈現出優美的流線型。
人體工學的改進手法包括延長套筒鎖（無彈後定杆）使得兩手皆可讓拇指非常舒服、靈巧地操作、更具十分明顯人體工學結構的手指凹槽的握把以及握把使用了模塊化的可更換式後方握把片令使用者可以因應其手掌大小而調節握把的形狀和尺寸，更適合不同的手形。新型握把和後方握把片可以令手槍放在手掌更低的位置，從而更輕易地控制武器以及.45口徑的嚴重後座力和槍口上揚問題。為了適應更小、更符合人體工學的握把，HK45使用的是容量10發的專用可拆卸式雙排彈匣而非USP45的12發彈匣。
HK45的套筒兩邊的前後兩端都有鋸齒狀防滑紋（比HK P30多1條），在套筒下、扳機護環前方的防塵蓋整合了一條MIL-STD-1913戰術導軌以安裝各種戰術燈、雷射瞄準器和其他戰術配件以及一個安裝於多邊形槍管的槍口前端、類似於USP專家型（USP Expert）、USP比賽型（USP Match）以及Mk 23 Mod 0的Ｏ形環能夠使套筒和槍管於開鎖和閉鎖的循環之中更一致地運作和提高射擊精度。
以上所有的一切並沒有以犧牲品質為代價，與此相反，黑克勒&科赫公司一貫的注重細節和精益求精的態度在HK45以上得到了最完美的體現。HK45將可靠性放在了第一位，全槍分解以後只有六大部件，即是套筒組件、槍管組件、復進簧組件、握把組件和彈匣組件，沒有細小、容易丟失的零件。套筒是全槍最大的金屬部件，由一塊合金钢銑削而成。槍管採用優質合金鋼製成，膛室和膛綫均按照比賽等級手槍的精度要求進行加工，射擊精度可媲美比賽手槍。

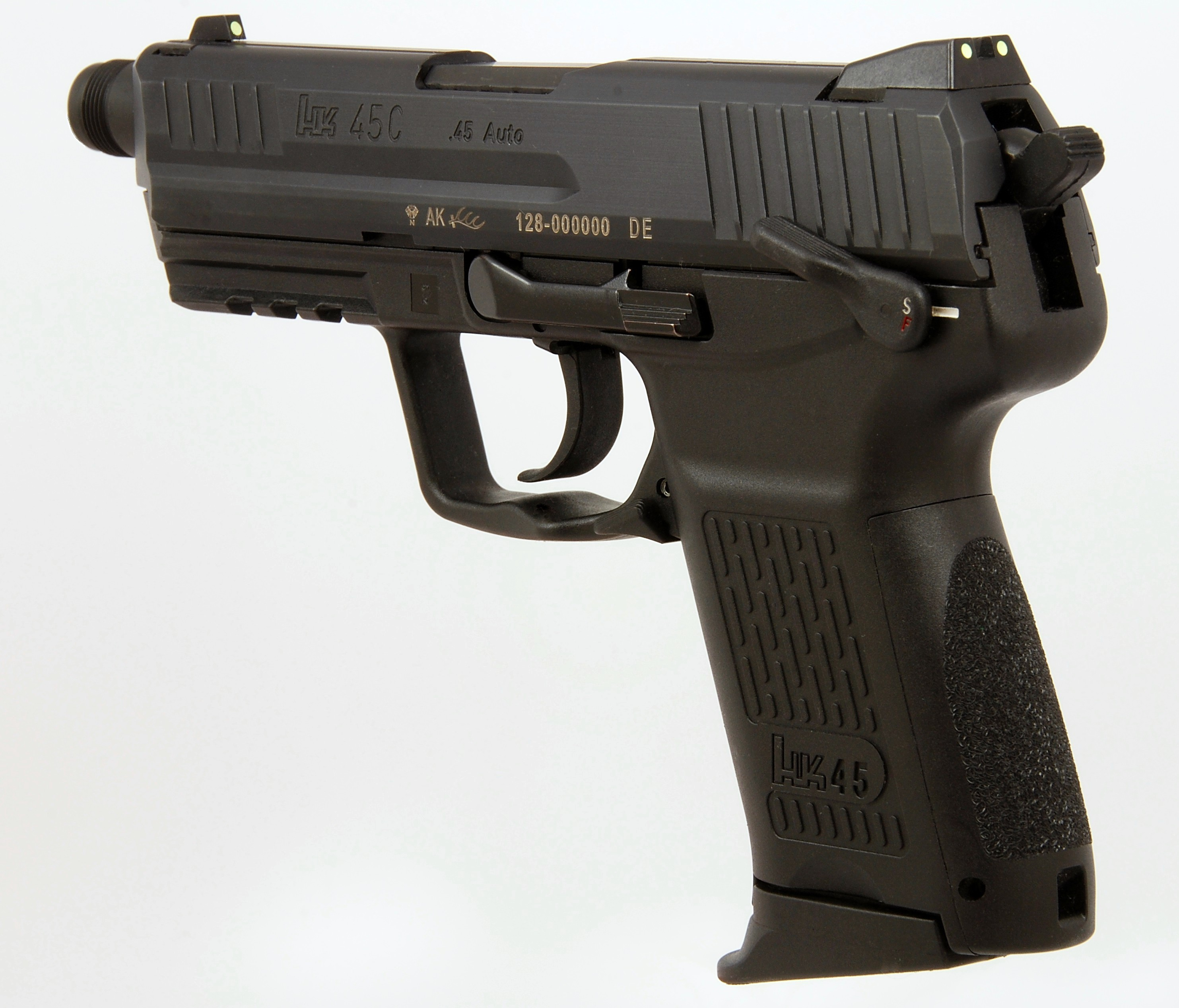
裝上延長螺紋槍管（用以安裝消聲器）的HK45CT

HK45也是第一款在黑克勒&科赫位於新罕布什尔州紐因頓鎮的新工廠所生產的新武器。

## 衍生型
- HK45：基本型號
- HK45C（英語：HK45 Compact，全稱：HK45緊湊型）：HK45的緊湊型，使用容彈量為8發的彈匣供彈。[2]HK45C在功能的改進上和全尺寸HK45是相同的，但使用了類似於HK P2000的傳統型直握把。這種設計讓使用者可以因應其手掌大小而使用不同大小的更換式後方握把片以調節握把的形狀和尺寸。[1]
- HK45T（英語：HK45 Tactical，全稱：HK45戰術型）：HK45的戰術型，槍口裝上延長螺紋的槍管以安裝消聲器，並且加高照門和準星的輪廓。[8]
- HK45CT（英語：HK45 Compact Tactical，全稱：HK45緊湊戰術型）：HK45戰術型的緊湊型。[3]

雖然HK45戰術型和HK45緊湊戰術型兩種型號仍然未推出，HK45和HK45緊湊型並兼容其延長螺紋版槍管，目前黑克勒&科赫的美國分公司已經可以售後市場配件的方式購買並且安裝後使用。

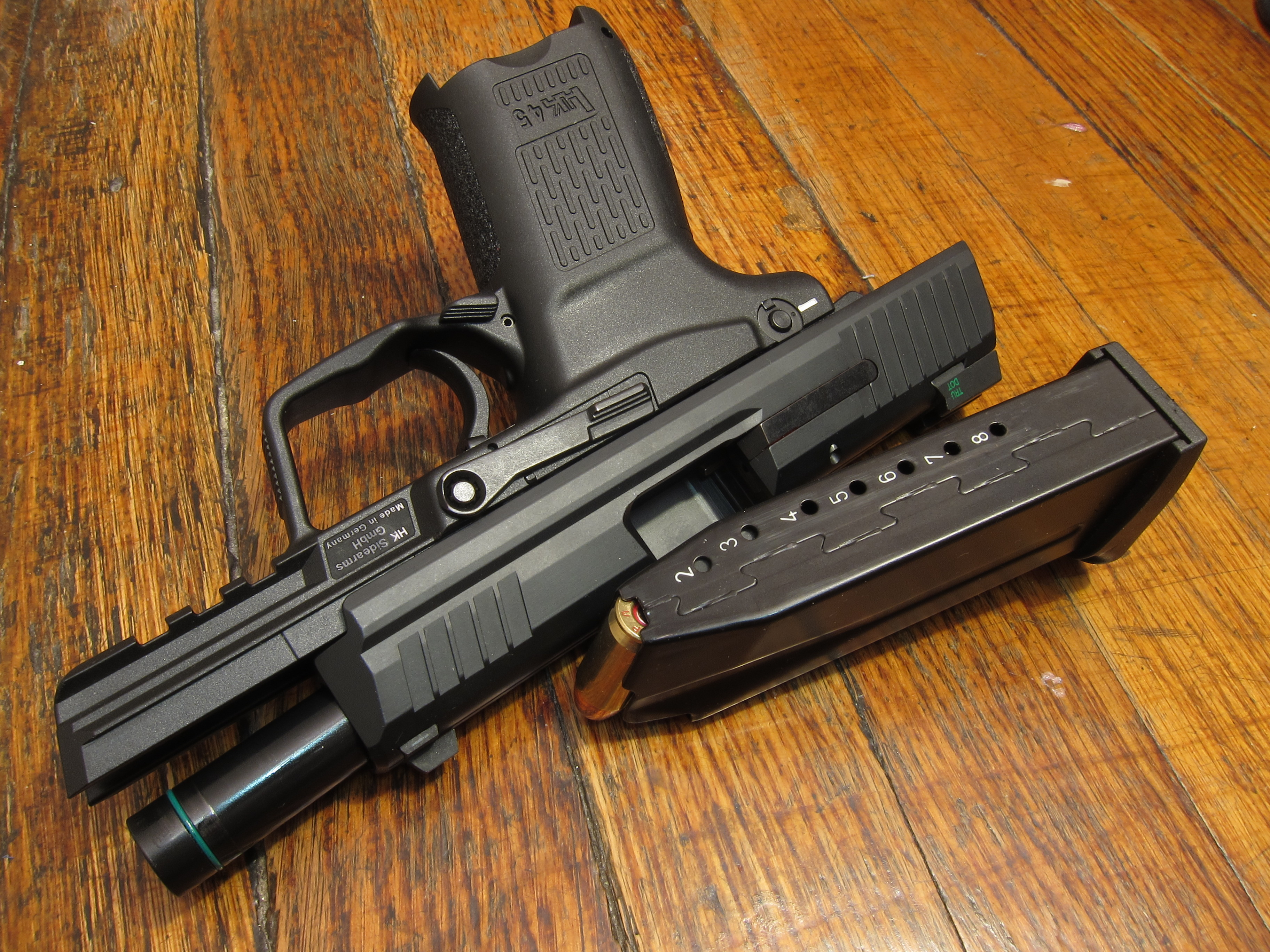
HK45C及其彈匣

## 使用國

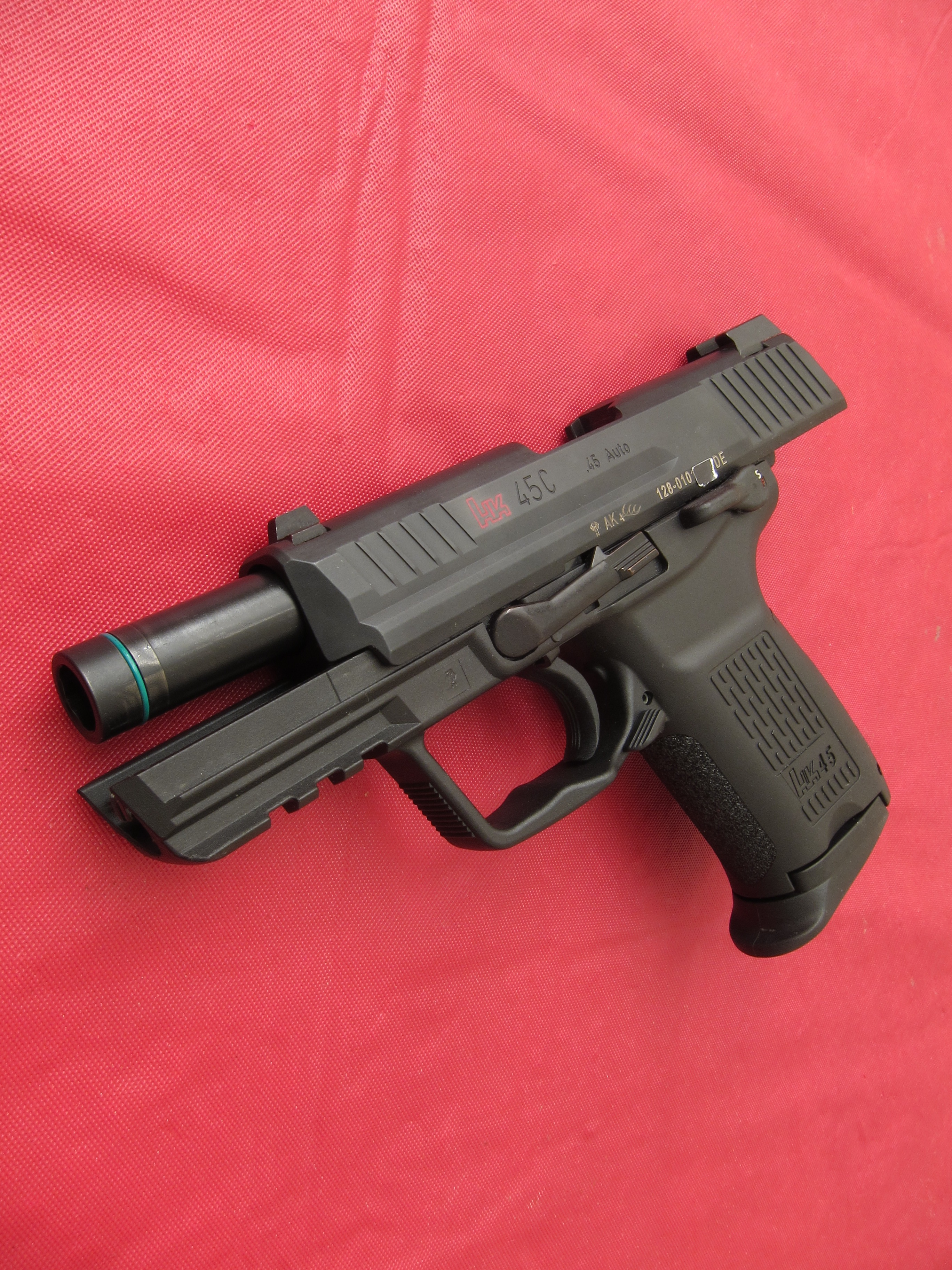

| 國家 | 組織名稱               | 型號                                                              | 日期   |
| ---- | ---------------------- | ----------------------------------------------------------------- | ------ |
|      | 西澳洲警察戰術應變小組 | HK45                                                              | 2008年 |
| 美国 | 美國海軍特種作戰司令部 | HK45C、HK45CT（命名為Mk 24 Mod 0）；裝上緋紅軌跡LGD-645雷射瞄準器 | —      |
| 美国 | 利堡警察局             | HK45C                                                             | —      |

## 流行文化
HK45和其衍生型亦登場於多部电影、电视剧和电子游戏裡，例如：

### 电影
- 2010年—《奪天書》：型號為HK45，風化外觀（經打磨和磨損）並且由伊萊（Eli，飾演）所使用。
- 2010年—：型號為HK45，由多名打手所使用。
- 2010年—：型號為HK45，裝上定制型補償器並且由伊莎貝爾（Isabelle，艾莉丝·布拉加飾演）用作佩槍，並曾用在鐵血戰士的獵犬攻擊和企圖吞槍時。
- 2013年—《兩槍斃命》：型號為HK45C，由美國海軍臥底士官邁克爾·“斯蒂格”·史第文（Michael "Stig" Stigman，馬克·華伯格飾演）用在大結局時。
- 2014年—《2014》：型號為HK45，裝上了自訂槍管配重器（內置雷射瞄準器）並且由負責訓練機械戰警的專業軍人里克·馬托克斯（Rick Mattox，傑基·厄爾·哈利飾演）所使用。
- 2018年—《極盜戰》：型號為HK45C，由雷·梅爾曼（帕布羅·薛伯飾演）所使用。

### 电视剧
- 2007年—《宅男特務》：
  - 第3季，一對HK45C分別由叛國的前CIA特工Shaw用作佩槍（英语：Side arm），亦被約翰·凱西（John Casey，亞當·鮑德溫飾演）於雙持時以左手使用。
  - 第4季，由·巴托斯基（Charles Irving "Chuck" Bartowski，扎卡里·列維飾演）、阿列克謝·沃爾科夫（Alexei Volkoff，提摩西·達頓飾演）、Packard（埃里克·羅伯茨飾演）所使用。

### 電子遊戲
- 2007年—《戰地之王》：型号为HK45，蓝票购买。
- 2007年—：型號為HK45T，命名為「HK45」，黃褐色槍身，可選擇裝上消聲器使用，只在PC版出現。
- 2012年—：型號為HK45C，連槍口螺紋，命名為「HK45CT」，載彈量8+1發（單人模式）和10+1發（聯機模式）。單人模式中由馬科特遣隊所屬的美國海軍特種作戰開發群偵查兵及主要操控的主角“樹樁”（Stump）用作佩槍；聯機模式時為所有國家的重機槍兵解鎖武器。
- 2013年—：型號為HK45CT，命名為「Compact 45」（中文版則命名為「COMPACT 45手槍」），發射.45 ACP子彈，被歸類為佩槍，載彈量10+1發，初始攜彈量為33+11發，最高攜彈量為55+11發。只能於多人聯機模式中使用，為所有兵種的解鎖武器之一，於達到57,000點手槍得分時才能解鎖，並可以使用手電筒、防火帽、鬼環、制動器、迷你、雷射瞄準器、消音器、德爾塔、重型槍管以及三件戰鬥包附件（消光器、綠點雷射瞄準器、雷射／燈光組合、QSW-06消音器、TGPA-5消音器、戰術燈、三光束雷射當中之三）。
- 2014年—：型號為HK45C，命名為“45T”，以15發彈匣供彈，攜彈量為45發。
- 2015年－：型號為HK45CT，命名為「45T」，發射.45 ACP子彈，載彈量10+1發，初始攜彈量為77+11發（聯機模式），最高攜彈量為33+11發（單人模式）。聯機模式時為雙方執行者（Enforcer）起始手槍，預設裝上迷你紅點鏡。可加裝各種進階照準器（改進版機械瞄具、迷你、德爾塔）、附加配件（電筒、戰術燈、激光瞄準器）及槍口零件（制退器、補償器、重槍管、抑制器、消焰器）。單人模式當中則能夠由主角尼古拉斯·門多薩所使用，也由其他角色和部份罪犯所使用。
- 2015年—《火線危機5（日语：タイムクライシス5）》：由兩位主角的指導員Robert Baxter（全黑型）和被認為是VSSE背叛者的Keith Martin（雙色型）所使用。
- 2021年—《蔚藍檔案》：鬼方佳世子的固有武器「Demon's Roar」原型。

### 小說
- 2014年—《刀劍神域外傳Gun Gale Online》：型號為HK45，由“M”用作佩槍。

## 資料來源
1. 1 2 3 4 5 6 7 8 9 10  . Hk-usa.com.   [2009-12-16]. （原始内容存档于2011-07-11）.
2. 1 2 3 4 5 6 7 8  . Hk-usa.com.   [2009-12-16]. （原始内容存档于2011-07-11）.
3. 1 2 3 4 5 6 7 8  . Hk-usa.com.   [2009-12-16]. （原始内容存档于2013-04-12）.
4. ↑  . Gunsandammomag.com. 2007-03-30  [2009-12-16]. （原始内容存档于2008-07-14）.
5. ↑  .   [2011-02-03]. （原始内容存档于2013-01-26）.
6. ↑  Title: Military Power Author Fred J. Pushies Edition illustrated Publisher MBI Publishing Company, 2007 ISBN 0760329478, 9780760329474 page 99
7. ↑  . World.guns.ru.   [2009-12-16]. （原始内容存档于2010-03-10）.
8. ↑  HK45 operator's manual (PDF)[永久]
9. ↑  .   [2010-07-01]. （原始内容存档于2011-07-11）.
10. ↑  .   [2011-02-05]. （原始内容存档于2010-12-24）.

## 外部連結
- （英文）—H&K美國官方網頁（軍方）—
  - HK45
  - HK45 Compact
- （英文）—H&K美國官方網頁（民用）—
  - HK45
  - HK45 Compact
- （英文）—Modern Firearms—Heckler Koch HK 45 pistol（页面存档备份，存于）
- （英文）—Weapon.ge—
  - Heckler & Koch HK45（页面存档备份，存于）
  - Heckler & Koch HK45C[]
- （英文）或（德文）—Heckler & Koch Jagd- und Sportwaffen（页面存档备份，存于）
- （英文）—'P Series' user manual, includes the P30
- （英文）—2008 Heckler & Koch Military and LE brochure（页面存档备份，存于）
- （英文）—Report on the 2007 Shot Show, featuring photos of the HK45 and HK45C
- （英文）—Weaponsystems.net—HK 45（页面存档备份，存于）
- （英文）—The Firearm Blog.com—
  - HK45（页面存档备份，存于）
  - HK45 and HK45C Now in Green and Sand（页面存档备份，存于）
  - HK Adding New Products at SHOT（页面存档备份，存于）
  - The Evolution of The H&K .45 ACP Handgun（页面存档备份，存于）
- （英文）—Guns & Ammo.com—HK45 Tactical Review
- （英文）—Handguns Magazine.com—Review: Heckler & Koch HK45 LEM（页面存档备份，存于）
- （英文）—Rifle Shooter.com—2007 InterMedia Outdoors Editor’s Roundtable, Day 1（页面存档备份，存于）
- （英文）—Tactical-Life.com—
  - Pick A Pair of HK .45 ACPs（页面存档备份，存于）
  - Heckler & Koch HK45 .45 ACP（页面存档备份，存于）
  - Heckler & Koch HK45C .45ACP（页面存档备份，存于）
  - HECKLER & KOCH 45CT（页面存档备份，存于）
  - HK45C: U.S. NAVY SEAL（页面存档备份，存于）
  - SOCOM-BORN COMBAT PISTOLS（页面存档备份，存于）
  - Heckler & Koch HK45T “Tactical”（页面存档备份，存于）
  - Top 8 Pistols of SPECIAL WEAPONS FOR MILITARY & POLICE in 2014（页面存档备份，存于）
  - 56 of the Best Pistols From Specials Weapons Magazine in 2015
- （英文）—Personal Defense World.com—
  - HK45 Compact Tactical（页面存档备份，存于）
  - 16 Strong and Silent Threaded-Barrel Pistols（页面存档备份，存于）
  - 25 Compact Carry Handguns For Self-Defense
  - 15 Autopistols From the GUN BUYER’S ANNUAL 2016 Buyer’s Guide（页面存档备份，存于）
  - 25 Proven and Popular Concealed Carry Handguns（页面存档备份，存于）
  - 20 Home Defense Handguns To Protect You And Your Family（页面存档备份，存于）
- （英文）—YouTube上的HK45 video review
- （简体中文）—D Boy Gun World（槍炮世界）—HK45系列手枪（页面存档备份，存于）